# Préfecture (Marsiglia)
Préfecture è un quartiere di Marsiglia situato nel VI arrondissement. Prende il nome dalla sede della prefettura.